# Анне Вески
А̀нне Вѐски (на естонски: Anne Veski; Рапла, 27 февруари 1956 г.), родена като А̀нне Ва̀арман (Anne Vaarmann), е естонска певица. Нарежда се сред най-познатите и утвърдени певици както в родната си Естония, така и в бившия СССР. Получава званието „Заслужила артистка на Естонската ССР“ през 1984 г.

## Биография

### Ранни години и образование
Родена е в семейството на шофьора Илмар-Тънис Ваарман (1927 – 2005 г.) и продавачката в магазин за галантерия Елен Ваарман (1930 – 1988 г.; с моминска фамилия Тамесон), които в свободното си време свирят на народни инструменти. Има по-голям брат Мати Ваарман (р. 1952 г.), който свири на пиано и също посвещава живота си на изкуството и е бивш лидер на група „Мюзиксейф“, както и член на групите „Мобиле“, „Омега“ и „Вирмалисед“.
Израства в древното градче Рапла, където заедно с брат си учи пиано в Детското музикалното училище. Двамата се изявяват в самостоятелно сформиран детски колектив. От 1970 до 1974 г. пее в група „Омега“ към местната гимназия и културен дом. Завършва средното си образование през 1971 г., след което следва икономика в Талинския политехнически институт от 1974 до 1978 г. През 1977 г. участва с моминското си име във второто издание на телевизионното предаване за млади таланти Kaks takti ette („Два такта напред“). През 1978 г. работи кратко време като солистка последователно на група „Унион“, на ансамбъла към риболовния колхоз „Сергей Киров“ и на група „Мобиле“. През това време се запознава с поета и текстописец Яак Вески, с когото сключва брак и от когото има дъщеря Керли, родена през 1978 г.

### Певческа кариера
След завършването на висшето си образование работи в завод и е назначена в естрадното студио на Естонския филхармоничен оркестър. където през 1978 и 1979 г. е солистка на група „Мобиле“, за кратко време след нея – на „Касеке“, а от 1979 до 1981 г. пее с „Витамин“, с която записва една от най-познатите си песни – Roosiaia kuninganna („Кралицата на градината на розите“, 1980 г.) по текст на съпруга ѝ, а през 1982 и 1983 г. е вокалистка на „Муусик-Сейф“, с която записва първия си албум, издаден от „Мелодия“. През 1979 г. изнася първото си задгранично турне в Полша. През същата година е и първата ѝ изява по Централната телевизия на СССР в телевизионното предаване „Шире круг“ („Разширете кръга“), в което изпълнява песента „Возьми меня с собой“ („Вземи ме със себе си“), която става впоследствие една от знаковите в репертоара ѝ.
През 1980 г. естонското радио я награждава със златна плоча. Изнася първия си самостоятелен концерт в Москва и веднага след това изнася разпродаден концерт в Московския вариететен театър, а събитието е отразено положително в столичния печат. През 1981 г. по поръчка на CT е заснет музикален телевизионен филм за нея, озаглавен „Снежные напевы“ („Снежни напеви“), който е посрещнат с голям успех и е излъчван многократно по телевизията. Наградена е отново с плоча на радиото и телевизията за най-популярна поп певица на годината. През април 1980 г. участва в театралните представления „Свет башен олимпийских“ („Светлината на олимпийските кули“) в Ленинград. През същата година участва на Фестивала на младежта в град Карл-Маркс-Щат (днешен Кемниц) в тогавашната ГДР.
През 1982 г. гостува на Фестивала на съветската песен в Жельона Гора (Полша) и участието ѝ е излъчено в музикална програма по полската телевизия. През 1983 г. по поръчка на Централната телевизия е заснет втори музикален телевизионен филм за нея, озаглавен „Золото осени“ („Златото на есента“), в който изпълнява за първи път песента „Позади крутой поворот“ („Острият завой остана назад“) по музика на Игор Саруханов и текст на Анатолий Монастирев и Олга Писаржевская, която впоследствие се нарежда сред най-познатите в кариерата ѝ. Записва я и на естонски под заглавието Eilne päev („Вчерашният ден“).
След като напуска „Муусик-Сейф“, от 1983 г. до 1991 г. работи заедно с група „Немо“. С нея изнася концерти в Германия, Чехословакия и Унгария и записва няколко албума. През есента на 1983 г. става лауреатка на първия преглед на творческата младеж на СССР. Според резултатите на музикалната рубрика „Звуковая дорожка“ на вестник „Московски комсомолец“ през 1983 и 1984 г. заема почетното 2-ро място зад Алла Пугачова за най-добра певица на СССР, а през 1985 и 1987 г. се класира съответно на 3-то и 7-о място.
От 15 до 18 август 1984 г. участва на 21-вото издание на Международния музикален фестивал в Сопот, Полша. Получава две I награди – една в международния конкурс за песента „Не гаснет надежда“ („Надеждата не гасне“; голямата награда се присъжда на полякинята Кристина Гижовска за песента Blue Box) и една в конкурса за най-добро изпълнение на полска песен (за Polka idolka, която изпява на естонски), в който не се присъжда голяма награда. Същата година е удостоена със званието „Заслужила артистка на Естонската ССР“.
В края на 1985 г. се класира втора в класацията за най-добра певица „Звёзды '85“ на вестник „Смена“. През 1986 г. за първи път достига до финала на фестивала „Песен на годината“ с песента „Улыбка на всех“ („Усмивка за всички“).
През 1987 г. отново достига финала на „Песен на годината“ с хита „Самба с Марадоной“ („Самба с Марадона“). През 1988 г. е поканена в шоуто „Мис Полония '88“ в Полша. През 1989 г. е финалистка в „Песен на годината“ с песента „По воле волн“ („По волята на вълните“; музика: Сергей Березин, текст: Лариса Рубалская), през 1990 г. – с „Продлись, счастье“ („Продължи, щастие“; музика: Валерий Севастянов, текст: Алексей Римициан), а през 1991 г. – с „Межсезонье“ („Извън сезона“; музика: Александър Клевицки, текст: Лариса Рубалская).
През пролетта на 1992 г. Държавната централна концертна зала „Русия“ е домакин на юбилейните концерти на певицата под наслова „15 години на сцената“. През 1992 г. участва в програмата програмата „Хитпарад „Останкино“.
През 2002 г. участва в тържествен концерт, посветен на композитора Александър Зацепин, който ѝ подарява песента „Одинокий волк“ („Самотен вълк“). На концерта, организиран в памет на Леонид Дербеньов, певицата представя песента „Листья ушедшего лета“ („Листа от миналото лято“).
На 2 ноември 2018 г. в Талин един от трамваите е кръстен на нейното име.

## Личен живот
Певицата има два брака. Първият е с поета и текстописец Яак Вески и трае от 1977 до 1981 г. От него има дъщеря Керли Вески (р. 1978 г.), която става дипломатка и консулка на Република Естония в Москва от 2004 до 2007 г. От нея има двама внуци – Фредерик (р. 2009 г.) и Доменик (р. 2012 г.).
Вторият ѝ съпруг е Бено Белчиков, който впоследствие става неин мениджър. Бракът им трае от 1982 г. до смъртта му през 2022 г. След овдовяването си певицата остава с неговата фамилия в продължение на шест месеца.
Свекър ѝ Рафаил Белчиков (1917 – 2015 г.) е естонски сценарист на документални филми и автор на няколко документални книги. Габай на синагогата в Талин.

## Дискография
- 1983 – Anne Veski
- 1983 – „Анне Вески и «Мюзик-Сейф»“
- 1984 – „Поёт Анне Вески“
- 1984 – „Позади крутой поворот“
- 1985 – „Я обещаю вам сады“
- 1985 – Sind aeda viia tõotan ma!
- 1986 – „Поёт Анне Вески“
- 1988 – „Я вас благодарю“ (с група „Немо“)
- 1994 – „Анне Вески“
- 1985 – „Поёт Анне Вески“
- 1994 – „Калейдоскоп“
- 1996 – „Туннель под Ла-Маншем“
- 2000 – Star Collection (с група „Джем“)
- 2000 – Armukarneval
- 2001 – Grand Collection
- 2001 – „Звёзды советской эстрады“
- 2002 – „Не грусти, человек“
- 2003 – Lootus
- 2003 – „Анне Вески. Имена на все времена“
- 2004 – „Ни о чём не жалейте“
- 2006 – Anne Veski. 60 parimat laulu
- 2006 – „Ни о чём не жалейте“ (DVD)
- 2006 – Roosiaia kuninganna (DVD)
- 2007 – „Радоваться жизни“
- 2007 – „Я не такая“
- 2009 – Ingleid ei…
- 2011 – „Спасибо тебе“
- 2013 – Kallis, kuula
- 2014 – „Продлись, моё счастье“
- 2016 – Võta minu laul
- 2016 – Ma tänan teid
- 2018 – Veereb, Aeg nii veereb

## Награди и отличия
- 1984 – I награда в международния конкурс за песента „Не гаснет надежда“ и I награда в конкурса за най-добро изпълнение на полска песен за песента Polka idolka (изпълнена на естонски) на Международния музикален фестивал в Сопот, Полша[6]
- 1984 – звание „Заслужила артистка на Естонската ССР“[9]
- 2006 – орден „Бяла звезда“ V степен[10]
- 2007 – орден „Михаил Ломоносов“ за заслуги в областта на културата и изкуството на Академията по проблеми с безопасността, отбраната и правовия ред
- 2011 – Орден на дружбата за голям принос в укрепването на руско-естонските културни връзки, запазването и популяризирането на руската култура в Република Естония[11]
- 2021 – международна награда „Балтийска звезда“